# San Andrés Ocotlán
San Andrés Ocotlán är en mindre stad i Mexiko, tillhörande kommunen Calimaya i delstaten Mexiko, i den centrala delen av landet. Orten hade 5 388 invånare vid folkräkningen 2010, och är det fjärde största samhället i kommunen.
Staden är mest känd för en händelse år 1870 då invånarna i orten gick till våldsamt upplopp mot den dåvarande delegationen och stadens politiker efter att dessa begått rättsliga övergrepp.